# محمد إدريس
محمد إدريس هو كاتب وممثل ومخرج مسرحي تونسي. تولى إدارة المسرح الوطني التونسي بين سنتي 1988 و2011.

## مسيرته
انطلقت مسيرته الفنية سنة 1961 حيث انطلق كممثل كوميدي هاوي ثم محترف. زاول تعليمه بتونس وباريس.
أسس سنة 2005 المركز الوطني لفن السيرك وترأس أيام قرطاج المسرحية.

## فيلموغرافيا

### الجوائز
- 1987 : جائزة المسرح الوطني بتونس.
- 2004 : وسام الإستحقاق الوطني من الدرجة الأولى بتونس.
- 2009 : وسام الفنون والآداب بفرنسا.
- 2012 : وسام الإستحقاق الوطني من الدرجة الأولى بتونس.

### أعماله

#### الإخراج المسرحي
من أبرز أعماله كمخرج مسرحي:
- 1986 : إسماعيل باشا
- 1987 : حي على المعلم
- 1988 : يعيشو شكسبير
- 1991 : وناس القلوب
- 2000 : حديث
- 2002 : الهروب، نص جاو تشينجيان
- 2003 : مراد الثالث، نص الحبيب بولعراس
- 2005 : المتشعبطون
- 2007 : أوثيلو أو نجمة النهار
- 2008 : المريض الوهمي
- 2009 : راجل ومرا
- 2009 : حدة جابلر أو بنت الجينيرال

#### التمثيل
شارك أيضاً في العديد من الأفلام السينمائية، منها: الحلفاوين وحلق الواد.

##### السينما
- 1978 : الزفاف لفاضل الجعايبي وفاضل الجزيري
- 1990 : عصفور السطح لفريد بوغدير بدور صليح
- 1996 : صيف حلق الوادي لفريد بوغدير بدور ميرو
- 2004 : باب العرش لمختار العجيمي
- 2016 : خسوف لفاضل الجزيري
- 2019 : بورتو فارينا لإبراهيم اللطيف بدور فرج

##### التلفاز
- 1980 : بريد من السماء لجيل جرانجيي بدور عاطف
- 2009 : مكتوب (الموسم 2) لسامي الفهري بدور سي عباس
- 2015 : حكايات تونسية لندى المازني حفيظ

## روابط خارجية
- محمد إدريس على موقع IMDb (الإنجليزية)
- محمد إدريس على موقع قاعدة بيانات الأفلام العربية
- محمد إدريس على موقع ألو سيني (الفرنسية)
- محمد إدريس على موقع أول موفي (الإنجليزية)
- محمد إدريس على موقع قاعدة بيانات الأفلام السويدية (السويدية)
- محمد إدريس على موقع قاعدة بيانات الفيلم (الإنجليزية)
- محمد إدريس على موقع كينوبويسك (الروسية)